# Ian Dyk

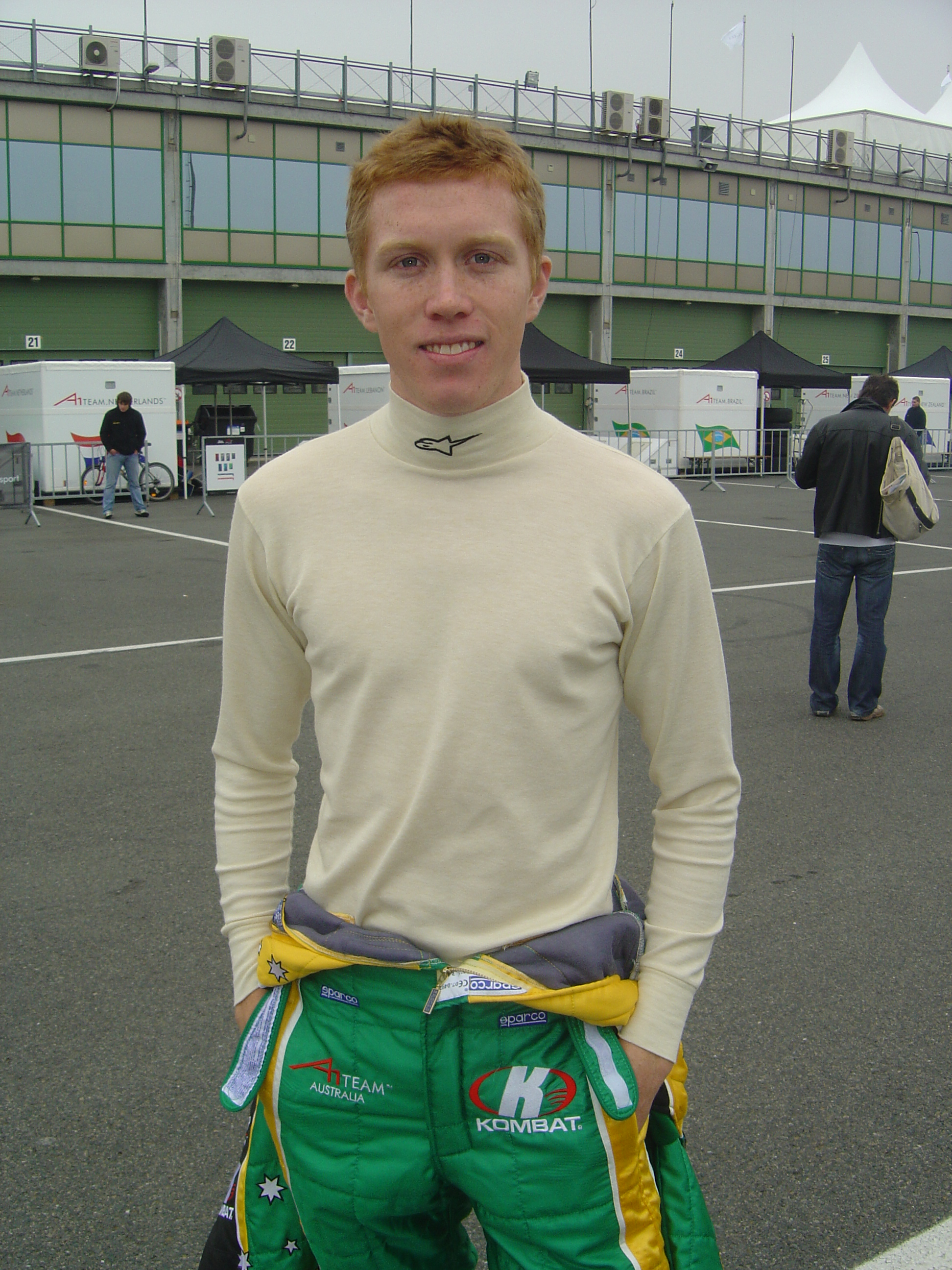
Ian Dyk 2007

Ian Dyk (* 15. September 1985) ist ein ehemaliger australischer Rennfahrer. Er trat 2007 in der A1-Grand-Prix-Serie an.

## Karriere
Dyk begann seine Motorsportkarriere 1991 im Motocross, wo er bis 1995 aktiv war. 1996 wechselte er in den Kartsport, den er bis 2000 ausübte. 2001 stieg Dyk in den Formelsport ein. Er debütierte in der Formel Ford New South Wales, in der er in der folgenden Saison den vierten Platz erreichte. 2002 startete er zudem in der australischen Formel Ford und wurde 19. in der Fahrerwertung. 2003 blieb er in der australischen Formel Ford und schloss die Saison mit einer Podest-Platzierung auf dem siebten Meisterschaftsplatz ab. Darüber hinaus debütierte er in der australischen Formel-3-Meisterschaft und nahm an zwei Rennen teil. Dabei erzielte er eine Podest-Platzierung und eine schnellste Runde. 2004 bestritt er die 14 von 17 Rennen in der australischen Formel-3-Meisterschaft. Dabei erzielte er drei Siege und schloss die Saison auf dem dritten Platz in der Gesamtwertung ab.
2005 machte Dyk Erfahrungen im GT-Sport und nahm am australischen Porsche Carrera Cup teil. Darüber hinaus trat er erneut in der australischen Formel-3-Meisterschaft an und erzielte bei zwei Teilnahmen einen Sieg. 2006 war er eine halbe Saison im australischen Porsche Carrera Cup aktiv und wurde mit einer Podest-Platzierung Gesamtelfter.
2007 wechselte Dyk in die A1 Grand Prix und kehrte in den Formelsport zurück. Er nahm für das australische A1 Team an den letzten drei Rennwochenenden teil und übernahm das Fahrzeug, das zuvor von Ryan Briscoe und Karl Reindler gefahren wurde. Bereits in seinem ersten Rennen erzielte Dyk mit einem dritten Platz eine Podest-Platzierung. Es blieb seine einzige in der A1GP. Seine Teamkollegen hatten zuvor auch jeweils einen dritten Platz erzielt. Nachdem Dyk im Sommer an einer Veranstaltung der australischen Formel 3 teilgenommen hatte, kehrte er im Winter 2007/2008 in die A1 Grand Prix zurück. Er startete zu den ersten vier Rennwochenenden und erzielte dabei einen neunten Platz als bestes Resultat. Für die restliche Saison wurde er durch John Martin ersetzt. Anschließend war Dyk in keiner Rennserie mehr aktiv.

## Sonstiges
Nach dem Ende seiner Karriere als aktiver Rennfahrer war Dyk als Fahrlehrer aktiv und ist zudem ein Mitglied des Toyota Hilux Hero's, eines Stunt-Teams.

## Statistik

### Karrierestationen
| - 1991–1995: Motocross - 1996–2000: Kartsport - 2001: Formel Ford New South Wales - 2002: Formel Ford New South Wales (Platz 4) - 2002: Australische Formel Ford (Platz 19) | - 2003: Australische Formel Ford (Platz 7) - 2003: Australische Formel 3 (Platz 13) - 2004: Australische Formel 3 (Platz 3) - 2005: Australischer Porsche Carrera Cup (Platz 8) - 2005: Australische Formel 3 (Platz 13) | - 2006: Australischer Porsche Carrera Cup (Platz 11) - 2007: A1 Grand Prix - 2007: Australische Formel 3 - 2008: A1 Grand Prix |